# Lygistopterus chamelensis
Lygistopterus chamelensis là một loài bọ cánh cứng trong họ Lycidae. Loài này được Zaragoza Caballero miêu tả khoa học năm 2003.